# Dicranomyia homichlophila
Dicranomyia homichlophila là một loài ruồi trong họ Limoniidae. Chúng phân bố ở miền Tân bắc.